# Jólfundált (matematika)
Egy halmazt nem-jólfundáltnak nevezünk, ha (első) tagja egy olyan sorozatnak, melyben minden rákövetkező tag az előző eleme, azaz indul belőle egy végtelen, „befelé” futó „∈-sor”. Ellenkező esetben jólfundált.
Egy relációt jólfundáltnak nevezünk X osztályon akkor és csak akkor, ha X-nek minden nem-üres részhalmazának van minimális eleme R-re nézvést; azaz X minden S (nem-üres) részhalmazának van olyan m eleme, hogy minden s∈S elemre: (s,m) pár nem eleme R-nek.

## Formális definíció

### Nem-jólfundált halmaz
a0 nem-jólfundált ≡ ∃a1 ∃a2 ∃a3 … ∃an (a1∈a0 , a2∈a1 … an∈an-1).
Ha nem indul belőle ilyen végtelen "∈-sorozat”,azaz nem létezik fenn leírt a1 elem, akkor a0 jólfundált.

### Jólfundált reláció
{\displaystyle \forall S\subseteq X(S\neq \varnothing \to \exists m\in S\,\forall s\in S\,(s,m)\notin R)}

## Példák
- jólfundált halmaz: a 8 egész osztóit tartalmazó halmaz
- nem-jólfundált halmaz: a= {a} ( ={{…{a}}…})
- jólfundált reláció: "nagyobb, mint" < a természetes számok halmazán (de az egész számokon, vagy a pozitív valós számokon már nem az)
- nem-jólfundált reláció: bármely reflexív reláció; (például: "nagyobb-egyenlő, mint" ≤)

## Jólfundáltsággal kapcsolatos paradoxon
A pontosan a jólfundált halmazokat tartalmazó halmazzal kapcsolatban merül fel a Mirimanoff-paradoxon.
Jólfundált-e ez a halmaz? Azt kell higgyük, igen, hiszen minden eleme jólfundált, azaz per definitionem nem indul ki belőle egyetlen végtelen ∈-sorozat sem. Ha viszont jólfundált, akkor eleme kell hogy legyen magának, hiszen kiindulásként lefektettük, hogy az összes jólfundált halmazt tartalmazza. Azonban ha egy halmaz eleme magának, akkor garantált, hogy nem-jólfundált (ld. „Példák”)

## Fordítás
- Ez a szócikk részben vagy egészben  a   Well-foundedness című angol Wikipédia-szócikk fordításán alapul.  Az eredeti cikk szerkesztőit annak laptörténete sorolja fel. Ez a jelzés csupán a megfogalmazás eredetét és a szerzői jogokat jelzi, nem szolgál a cikkben szereplő információk forrásmegjelöléseként.